# Carlos II da Romênia
Carlos II (Sinaia, 15 de outubro de 1893 – Cascais, Estoril, 4 de abril de 1953), foi o Rei da Romênia de 1930 até sua abdicação forçada em setembro de 1940. O filho mais velho do rei Fernando I da Romênia e de sua esposa, a princesa Maria de Saxe-Coburgo-Gota, tornou-se príncipe herdeiro após a morte de seu tio-avô, o rei Carlos I em 1914. Ele foi o primeiro dos reis Hohenzollern da Romênia a nascer no país; ambos os seus antecessores nasceram na Alemanha e só vieram para a Romênia quando adultos. Foi o primeiro membro da família real que falava romeno como sua língua primeira, e também o primeiro membro da família a ser batizado e criado na fé ortodoxa.

## Biografia

### Família e vida pessoal

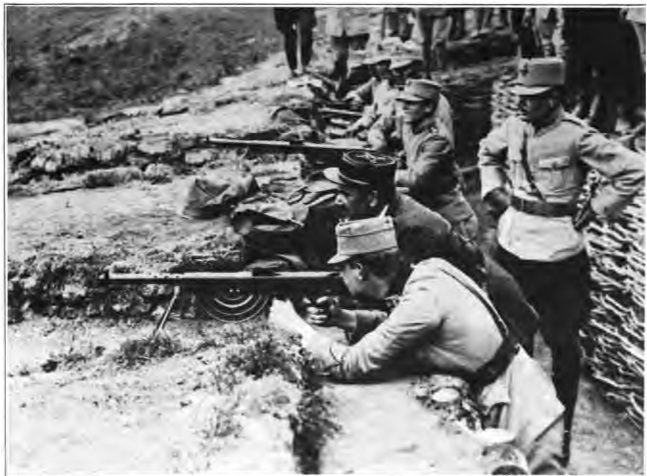
Carlos (em primeiro plano, manejando uma metralhadora), então Príncipe Herdeiro, em treinamento durante a I Guerra Mundial.

Carlos nasceu no Castelo de Peleş, durante o reinado de Carlos I. Ingressou no exército real romeno em 1908 com o posto de Alferes, alcançando o rank de General em 1923 e posteriormente de Marechal em 1930.  Em novembro de 1914, pouco depois de completar 21 anos, passou a ocupar uma vaga no senado romeno — privilégio constitucional dos herdeiros presuntivos da coroa quando atingiam a maioridade. Conhecido mais pelas desventuras românticas do que por sua capacidade de liderança, Carlos casou-se em 31 de agosto de 1918 na Catedral de Odessa, na Ucrânia, com Joana Maria Valentina Lambrino, conhecida pelo apelido de Zizi, filha de um general romeno. Esta união contrariava as leis romenas para casamentos reais, que proibiam o casamento de reis e príncipes herdeiros com mulheres de origem romena. O casal teve apenas um filho, Mircea Gregor Carol Lambrino, e o casamento foi anulado por decisão do tribunal de Ilfov em 1919.
Casou-se novamente em 10 de março de 1921, em Atenas, com Helena de Grécia e Dinamarca, filha de Constantino I da Grécia e de Sofia da Prússia. O casamento logo entrou em colapso devido ao envolvimento extraconjugal de Carlos com a católica Elena "Magda" Lupescu, filha de pai judeu e mãe católica romana, que já havia sido casada com um oficial do exército.
Como consequência do escândalo, Carlos renunciou aos seus direitos ao trono em 28 de dezembro de 1925, em favor do príncipe Miguel (Mihai), seu filho com Helena, que tornou-se rei em julho de 1927. O Partido Nacional Camponês (PNŢ), de oposição ao governo, não aprovou a renúncia, alegando que o primeiro-ministro liberal Ion I. C. Brătianu — adversário político de Carlos — havia forçado o rei a excluir o filho da sucessão. O casamento com a princesa Helena chegou ao fim em 1928, quando ela pediu o divórcio. Carlos teria ainda um casal de filhos com outra amante, Maria Martini, uma estudante de ensino médio.
Carlos viveu comodamente no exílio entre Londres, Paris e as cidades turísticas da moda. Durante esses anos, consolidou-se sua fama de dissoluto e mulherengo, personagem habitual da Imprensa Marrom. Houve quem se aproximasse dele visualizando a possibilidade de tê-lo como fundador de um novo sistema político na Romênia, alheio à democracia, mas os liberais que governavam o país se opuseram a tal ideia.

### Caráter
Apesar da fama de conquistador e playboy, Carlos mostrou, com o passar dos anos, ser um político astuto, alijando os partidos tradicionais do poder, mesmo sem demonstrar valor algum como estadista. Com notável inclinação para o exercício do poder e parcas ideias políticas, Carlos não possuía conhecimento nem opinião própria sobre economia, o que fez com que buscasse apoio entre os industriais — que ganharam posições de destaque ao longo de seu reinado.

### Regresso e ascensão ao trono

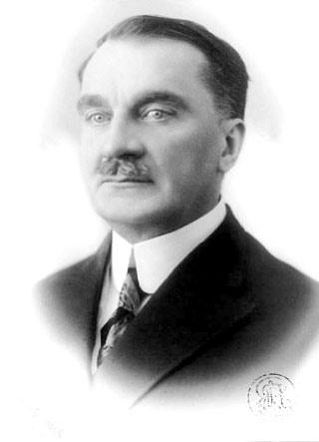
Iuliu Maniu, principal político nacional-camponês, adversário de Carlos.

Em 6 de junho de 1930, Carlos desembarcou de surpresa em Bucareste. Para sua coroação, contou com o apoio de amplos setores da sociedade, que desejava um monarca maduro, capaz de acalmar o cenário político interno.
Prontamente, Carlos II demonstrou que sua ambição ia na contramão dos anseios populares, rodeando-se de industriais, banqueiros e políticos de direita, que ficaram conhecidos como Camarilă (A Camarilha), O rei converteu-se rapidamente no centro da vida política do país e iniciou sua estratégia de minar os partidos tradicionais, estimulando as dissidências internas e arregimentando os descontentes.

### Copa do Mundo de 1930
Obcecado por futebol, escalou pessoalmente a Seleção Romena para a Copa do Mundo de 1930, entregando ao técnico do time uma lista com o nomes de todos os jogadores, titulares e reservas, que deveriam viajar ao Uruguai, país-sede da competição.

## Governos de transição e regresso dos liberais
Entre a renúncia de Iuliu Maniu, em outubro de 1930, e o regresso dos liberais ao poder, em novembro de 1933, a situação do país tornou-se mais confusa que o habitual. A crise econômica assolava o país e o sistema político "semi-democrático" começava a se desintegrar, fortalecendo os movimentos extremistas. A tentativa de Carlos de reorganizar a vida política da nação, foi infrutífera. Ele pensava que os partidos tradicionais haviam perdido sua razão e desejava substituí-los por elementos mais "modernos", introduzindo, a princípio, um governo de personalidades apartidárias. Em 18 de abril de 1931, ele colocou suas ideias em prática, encarregando o famoso historiador Nicolae Iorga de formar um novo governo. Imediatamente, Carlos anunciou sua intenção de presidir o Conselho de Ministros semanalmente.
Logo surgiram os primeiros desentendimentos entre o rei e seu governo, devido à crise que obrigou a redução dos salários, medida a que Carlos se opôs, forçando a renúncia de Iorga em junho de 1932. Até o final de 1933, sucederam-se diversos gabinetes compostos pelos nacional-camponeses, que não conseguiram melhorar a situação política e econômica, gerando uma crise no partido. Após cinco anos longe do governo, os liberais do Partido Nacional Liberal (PNL) regressaram, inicialmente com o efêmero Ion G. Duca - assassinado pela Guarda de Ferro em dezembro de 1933 - e, mais tarde, com Gheorghe Tătărescu, que conseguiu manter-se à frente do governo por quatro anos.
Nos três anos que se passaram entre seu retorno à Romênia e sua ascensão ao trono, Carlos II não conseguiu estabelecer o governo de personalidades apartidárias que tanto desejava, mas aumentou consideravelmente sua influência na política nacional e iniciou a desintegração dos "partidos tradicionais", especialmente do PNŢ, mergulhado em profunda crise após anos no governo.

## O longo governo de Tătărescu
O rei monopolizava cada vez o poder político e permanecia desconfiando dos partidos. Para fazer frente à crescente popularidade da formação fascista da Guarda de Ferro, criou sua própria organização juvenil, a Straja Ţării ("Guarda da Pátria"), em 1934, enquanto o governo adotou algumas das posturas típicas da extrema direita, aproveitando-se da popularidade desta corrente em todo o país, ainda mergulhado em graves problemas sociais (miséria camponesa) e econômicos (Grande Depressão).
Inicia-se nessa época um esforço para a industrialização do país, para reverter o atraso do Estado e reduzir a população do campo, que vivia na pobreza. Favoreceu-se, especialmente, indústria pesada, à custa do desenvolvimento rural — independentemente de sua relação com a agricultura —, ocupação da grande maioria da população. Esta tendência fez com que a política nacional caminhasse para um regime corporativista.
A industrialização também gerou uma corrupção generalizada e o controle pela Camarilha Real de grande parte da nova indústria do país — sem condições de competir com indústrias estrangeiras, mas protegidas pelo Estado. A família real, com Carlos à frente, estava profundamente envolvida nas sociedades industriais.
A política externa sofreu uma mudança em 1936: a despeito da tradicional proximidade com a França, principal apoiadora da Romênia durante a Primeira Guerra Mundial, o fracasso desta em frear o crescimento do poderio alemão, aliada à crescente incapacidade da Sociedade das Nações, fizeram com que Carlos substituísse seu ministro de relações exteriores, o pró-ocidente Nicolae Titulescu, e se encarregou pessoalmente de dirigir a política externa da nação, aumentando ainda mais seu poder político e consolidando suas tendências autoritárias.

## Fascismo real

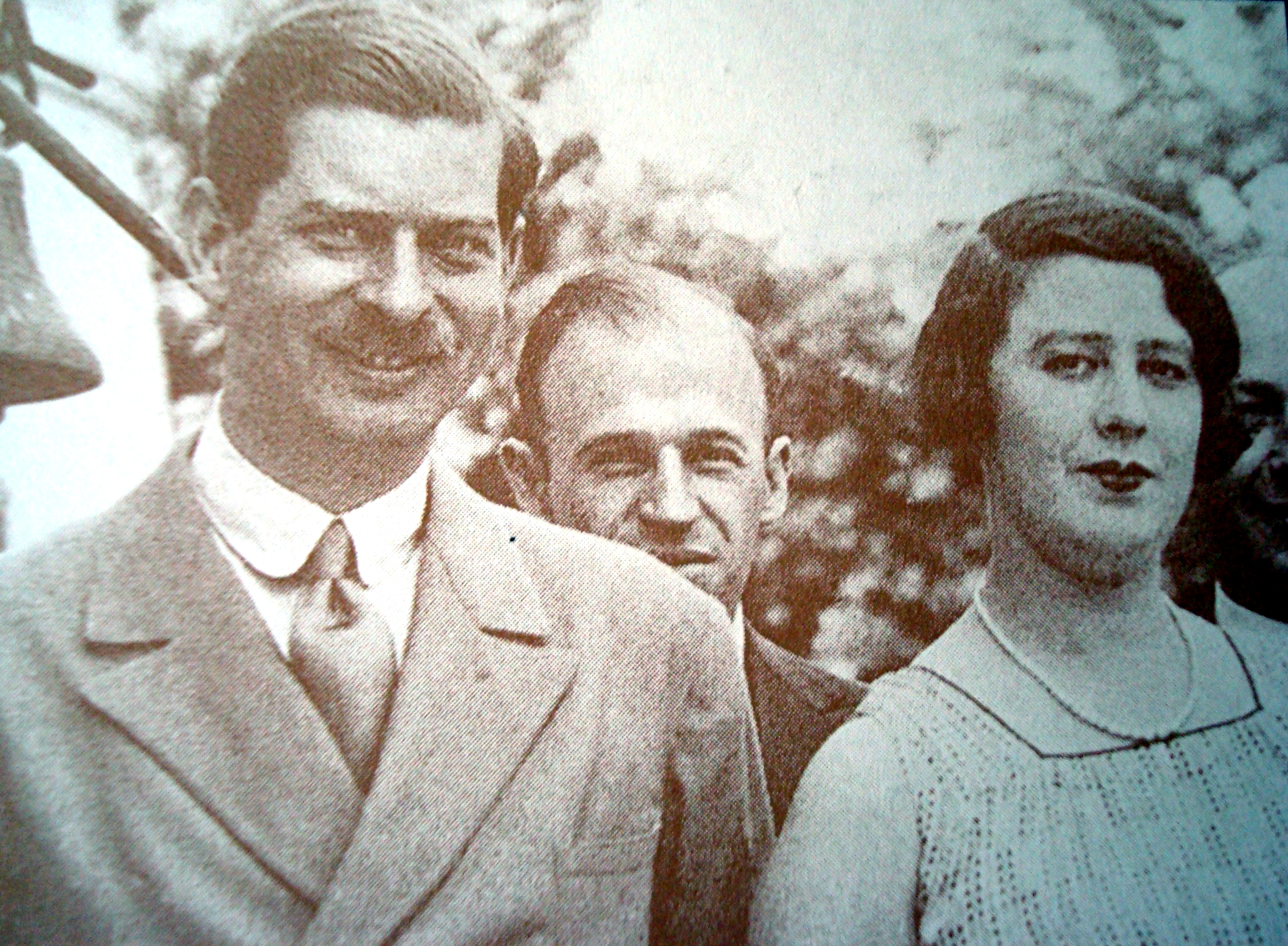
O rei com sua amante e posterior esposa, Magda Lupescu.

Nas eleições de dezembro de 1937, a "Legião" alia-se a outros partidos para impedir que os liberais alcancem maioria absoluta no parlamento e atingem seu objetivo. O rei, atraído pelo ideário de Codreanu, decide, no entanto, encarregar seus rivais do Partido Nacional Cristão, de Alexandru C. Cuza e Octavian Goga (9,7% dos votos), de compor um novo governo. Sua amante judia e as duras críticas a seus colaboradores o afastam de Goga.
O novo parlamento foi dissolvido e tomaram-se medidas repressivas para garantir a maioria do novo governo real e minar a força da "Legião". Foram aprovadas várias medidas contra os judeus (limitação da educação, cidadania, direito à propriedade, etc.).
Goga, no entanto, negocia com Codreanu, que decide não candidatar-se às novas eleições. O rei não aprova esta nova aliança entre os extremistas de direita e demite Goga.

## Ditadura real

### Eliminação da Guarda de Ferro e crise internacional
Em 11 de fevereiro de 1938, o rei suspendeu a constituição e proibiu a existência de partidos políticos, iniciando um regime de ditadura real que duraria até 5 de setembro de 1940. Carlos nomeou um governo fantoche chefiado pelo patriarca ortodoxo, que logo foi substituído por Armand Călinescu, homem forte do regime até seu assassinato, em setembro de 1939. O governo não respondia ao parlamento, mas ao rei, que podia promulgar decretos-lei. Este regime foi descrito pelo embaixador alemão como nacionalista, cristão e antisemita. O governo real adotou as características típicas dos regimes fascistas contemporâneos: partido único, uniformes militares, organizações juvenis nacionalistas controladas pelo governo, retórica conservadora e de renovação nacional, etc. A Camarilha Real aumentou seu poder.
Carlos II manteve na política externa sua postura de neutralidade entre as democracias ocidentais e governos fascistas, procurando reforçar as relações econômicas com a Alemanha, que adquiriram uma importância ainda maior após a anexação da Áustria.
Poucas semanas após a implantação da ditadura, os dirigentes da Legião foram presos. Codreanu foi condenado em um julgamento arranjado onde, entretanto, a maioria das acusações eram verdadeiras  Centenas de seus correligionários foram enviados para campos de concentração.

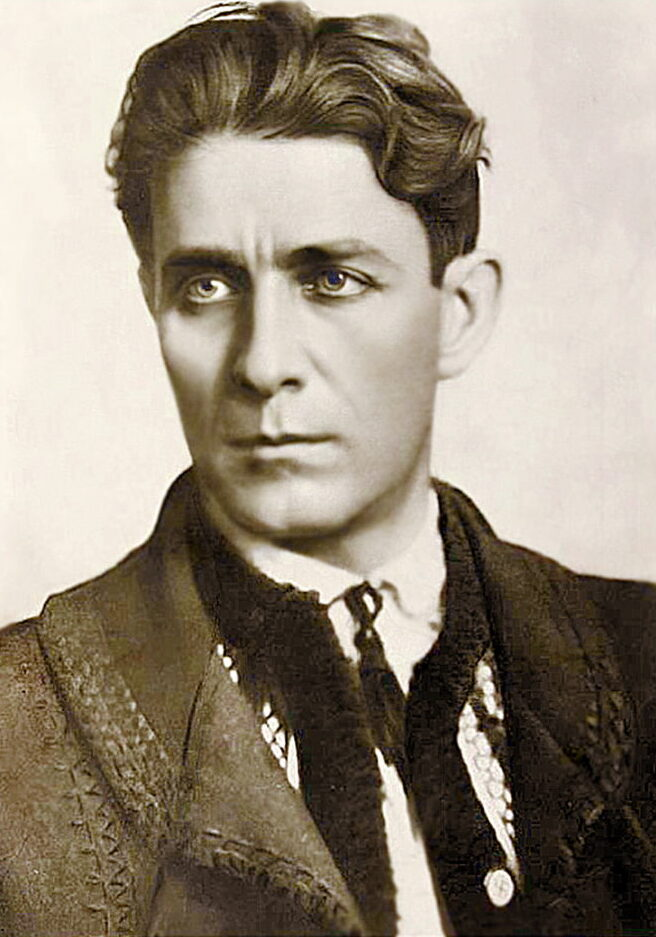
Corneliu Zelea Codreanu, dirigente da fascista Guarda de Ferro, que passou de favorecida a perseguida pelo rei. O próprio Codreanu foi assassinado a mando de Carlos II em 1938.

Em setembro, ante o Acordo de Munique, Carlos decidiu que, mesmo em caso de um ataque húngaro à Checoslováquia, a Romênia não sairia em auxílio desta, apesar de suas obrigações como aliados na Pequena Entente, pois ele não pretendia um enfrentamento com a Alemanha. Após a Alemanha apresentar a Checoslováquia como aliada no Acordo de Munique e de fazer concessões territoriais à vizinha Hungria - que estava em litígio com a Romênia pela Transilvânia desde a Primeira Arbitragem de Viena -, Carlos realizou uma viagem a Londres, Paris e Berlim, em novembro de 1938. Enquanto isso, a nova direção da Legião, apesar das advertências de Codreanu, deu início a uma campanha de atentados e violência, especialmente contra os judeu. A tentativa de assassinato do reitor da Universidade de Cluj, familiar de Călinescu, juntamente com os temores pela ameaça revisionista insinuada por Adolf Hitler em novembro, selaram o destino de Codreanu, que foi assassinado junto a outros membros da Legião na noite de 29 de novembro de 1938, nos arredores de Bucareste. Foram enterrados numa prisão militar e divulgou-se a notícia de que haviam sido mortos quando "tentavam fugir". A ordem havia partido de Carlos a Călinescu na Checoslováquia, quando regressava de seu encontro com Hitler.
Em março de 1939, ante a tensão internacional causada pela invasão da Bohemia e Morávia e pela ocupação húngara da Rutênia, Carlos decidiu acelerar as conversações econômicas com a Alemanha, cada vez mais influente no sudeste europeu, ao mesmo tempo em que incentivava os interesses anglo-franceses na região, tratando de manter sua política de equilíbrio entre as potências.
Em 21 de setembro de 1939, três semanas após o início da Segunda Guerra Mundial, o primeiro-ministro Călinescu foi morto a tiros por seis membros da Guarda de Ferro, em uma emboscada. As represálias foram terríveis: em cada província, três membros da Guarda deviam ser executados e várias dezenas foram assassinados nos campos de concentração.
A 18 de Outubro de 1939 foi agraciado com a Grã-Cruz da Banda das Três Ordens de Portugal.

### Mais perto doEixo

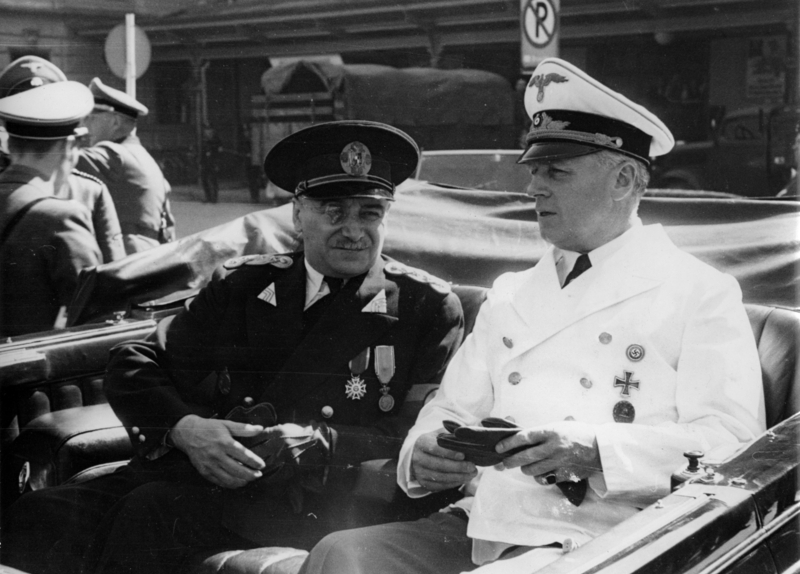
Ion Gigurtu (à esquerda), último primeiro-ministro da ditadura de Carlos II e conhecido partidário da Alemanha, junto ao ministro das relações exteriores alemão, Ribbentrop, em julho de 1940.

O rei havia perdido seu homem de confiança e a situação internacional parecia dar razão aos extremistas que defendiam uma aproximação com as potências fascistas que, nesse momento estavam acabando com a resistência polaca, um dos mais próximos aliados da Romênia. No final de setembro, lamentou a recusa britânica à proposta de paz de Hitler, convencido que estava da necessidade de união entre os dois países para frear o que considerava a principal ameaça para a Europa e a Romênia: a União Soviética. Em seguida, procurou criar um bloco de países neutros e ofereceu sua mediação a Hitler para conseguir a paz entre este e o bloco anglo-francês, oferta que foi recusada. A agrupação de nações neutras, que deveria ser dirigida pela Itália, fracassou devido à renúncia búlgara à união com seus vizinhos da Entente dos Balcãs, prevendo possíveis anexações territoriais pela guerra.
No início de janeiro, o novo governo começou a libertar os legionários detidos, um gesto de aproximação com o Eixo. Na primavera de 1940, lhes foi concedido uma anistia e eles foram incentivados a participar do governo. Horia Sima, que sucedeu Codreanu como líder da Guarda de Ferro, convocou seus seguidores a unirem-se ao novo partido, criado pelo rei três dias antes do ultimatum soviético de 26 de junho de 1940, que obrigou a Romênia a ceder a Bessarábia. A previsível derrota da França em meados de maio fez com que Carlos declarasse ao embaixador alemão: "O futuro da Romênia depende unicamente da Alemanha." Em 27 de maio de 1940, foi firmado um acordo entre alemães e romenos que estabelecia um intercâmbio de armamento alemão (principalmente material polonês apreendido) em troca do petróleo romeno a preços de 1938, o que aumentava o abastecimento alemão e frustrava as intenções dos ocidentais de evitar sua compra aumentando os preços - pelos quais a Alemanha, sem divisas, não poderia pagar. Em 21 de junho, um dia antes da rendição francesa, Carlos criou um novo partido único, o Partido da Nação, que agregou os membros da Guarda de Ferro.
Ante a exigência soviética de entrega da Bessarábia e do norte da Bucovina, Carlos decidiu, inicialmente, partir para o enfrentamento com os soviéticos mas, após a negativa alemã de apoio no conflito, desistiu e aceitou o ultimatum. No mesmo dia em que as tropas soviéticas entraram nessas regiões (28 de junho), a Guarda de Ferro ingressou no governo.
A Romênia tratou, então, de promulgar medidas antijudias e contrárias aos britânicos para agradar a Alemanha, mas já era tarde. Na Segunda Arbitragem de Viena, a Romênia foi obrigada a ceder o norte da Transilvânia à Hungria e, logo após, o sul da Dobruja à Bulgária. A política do rei havia fracassado .

### Abdicação
Em 3 de setembro de 1940, o legionários se sublevaram em Bucareste, Braşov e Constança. Vitorioso nas províncias, o levante fracassou na capital, mas desencadeou grandes manifestações. O rei se viu obrigado a pedir auxílio ao general Antonescu que, mesmo sendo um crítico do monarca, era o único que poderia assegurar-lhe o controle do exército, necessário para manter-se no poder. Antonescu deu-lhe seu apoio, mas exigiu sua abdicação. Em 6 de setembro de 1940, Carlos II cedeu e partiu para o exílio com sua amante e um trem carregado de objetos de valor. Seu filho, Miguel I, foi nomeado seu sucessor.
No momento de sua abdicação, Carlos era um dos principais industriais do país, com ações em 40 empresas e bancos romenos e alguns alemães, como AEG e Deutsche Bank.

## Exílio e morte
Carlos e Magda Lupescu se casaram no Rio de Janeiro, em 13 de junho de 1947. Nunca mais voltou a rever seu filho nem seu país. Morreu no exílio em Portugal, em 1953, aos 59 anos de idade.
Em fevereiro de 2003, próximo de se completar o cinquentenário de sua morte, os restos mortais de Carlos II, pai de Miguel I, foram trasladados do Panteão da Dinastia de Bragança para a Catedral de Curtea de Argeș.

## Nota
- Este artigo foi inicialmente traduzido, total ou parcialmente, do artigo da Wikipédia em castelhano cujo título é «Carlos II de Rumania», especificamente desta versão.